# Rúben Vinagre
Rúben Gonçalo da Silva Nascimento Vinagre (Charneca de Caparica, 9 april 1999) is een Portugees voetballer die doorgaans als linksback speelt. Hij verruilde AS Monaco in juli 2018 voor Wolverhampton Wanderers, dat hem in het voorgaande seizoen al huurde.

## Clubcarrière
Vinagre speelde in de jeugd bij Belenenses, Sporting Lissabon en AS Monaco. Die laatste club verhuurde hem gedurende het seizoen 2017/18 aan Wolverhampton Wanderers, waarvoor hij één doelpunt maakte in negen competitieduels. Vinagre verruilde Monaco in juli 2018 definitief voor de Engelse club, waar hij een contract voor vijf seizoenen tekende. In 2020 werd hij verhuurd aan Olympiakos Piraeus.

## Interlandcarrière
Vinagre speelde in alle Portugese nationale jeugdelftallen vanaf Portugal –16. Hij won met Portugal –17 het EK –17 van 2016 en met Portugal –19 het EK –19 van 2018. Hij was op beide toernooien basisspeler.

## Erelijst
| Competitie              | Aantal                  | Jaren                   |                         |                         |
| Wolverhampton Wanderers | Wolverhampton Wanderers | Wolverhampton Wanderers | Wolverhampton Wanderers | Wolverhampton Wanderers |
| ----------------------- | ----------------------- | ----------------------- | ----------------------- | ----------------------- |
| Kampioen Championship   | 1x                      | 2017/18                 |                         |                         |
| Portugal –17            |                         |                         |                         |                         |
| Europees kampioen –17   | 1x                      | 2016                    |                         |                         |
| Portugal –19            |                         |                         |                         |                         |
| Europees kampioen –19   | 1x                      | 2018                    |                         |                         |